# Outaouais
Outaouais is een van de 17 administratieve regio's in het zuidwesten van de provincie Québec in Canada. De regio is verdeeld in vier regionale graafschapsgemeenten (municipalités régionales de comté), Gatinau en de First Nations reservaten Kitigan Zibi en Lac-Rapide. De hoofdstad is Gatineau. 

## Demografie
In 2011 had de regio 368.181 inwoners op 30.503,8 km². In 2021 is het inwoneraantal gestegen tot 404.265 inwoners. Meer dan twee derde van de bevolking woont in het tegenover Ottawa gelegen Gatineau. De rest van de regio is dunbevolkt. 83,5 % van de bevolking is Franstalig, een minderheid van 14,8 % heeft het Engels als moedertaal.